# Microlycée
 (novembre 2022).
Il peut être nécessaire de l'améliorer pour respecter le principe de neutralité de point de vue. Veuillez consulter la page de discussion pour plus de détails.

Vous pouvez aider à l'améliorer ou bien discuter des problèmes sur sa page de discussion.
- Il ne cite pas suffisamment ses sources. Vous pouvez indiquer les passages à sourcer avec {{référence nécessaire}} ou {{Référence souhaitée}}, et inclure les références utiles en les liant aux notes de bas de page. (Marqué depuis mars 2019)
- Son ton est trop promotionnel ou publicitaire, voire hagiographique. Le texte doit adopter un ton neutre et encyclopédique. (Marqué depuis mars 2019)
- Il n’est pas rédigé dans un style encyclopédique. (Marqué depuis mars 2019)

- Archive Wikiwix
- Bing
- Cairn
- DuckDuckGo
- E. Universalis
- Gallica
- Google
- G. Books
- G. News
- G. Scholar
- Persée
- Qwant
- (zh) Baidu
- (ru) Yandex
- (wd) trouver des œuvres sur Wikidata

Un microlycée est une structure française de retour à l’école (SRE), expérimental, qui permet aux jeunes volontaires, de niveau troisième-seconde, âgés de 16 à 25 ans en situation de décrochage, de reprendre des études après une interruption de scolarité d’au moins 6 mois. 
C'est une structure alternative au lycée traditionnel pour raccrocher, qui rattachés à un EPLE, gardent pour objectif de préparer l’individu au baccalauréat de son choix puis aux études supérieures.

## Historique
Dans les années 1990, un groupe d’enseignants du collège de Sénart, dans l’académie de Créteil cherche à mettre en place des groupes de besoins dans différentes matières dans le but de faire face aux difficultés de leurs élèves. Ce groupe met par la suite en place différentes pratiques, dans des classes expérimentales. Puis en 1998, la réflexion se pose davantage sur la question du décrochage et du raccrochage scolaire. Il s’affirme la nécessité de créer des structures pour ces élèves . 
L’idée même d’un micro-établissement qui puisse accueillir les élèves en décrochage scolaire ou en raccrochage scolaire apparaît. Il faudra attendre les années 2000, et l’arrivée de Jack Lang au poste de ministre de l’Éducation nationale pour faire avancer la mise en place du projet. Le premier micro lycée se met en place, au lycée Sénart, dans l’académie de Créteil, à la suite de la validation par le Conseil national de l'innovation pour la réussite scolaire (CNIRS). Un second micro lycée voit le jour à Vitry-sur-Seine au lycée Jean Macé. En 2008-2011, le projet académique propose de ce fait l’idée d’un micro lycée « expérimental » par l'académie. 
En 2009 se construit donc un troisième micro lycée en Seine-Saint-Denis qui déménagera au lycée du Bourget en 2014. Ces trois micro lycées ont chacun leurs filières mais cherchent cependant avant tout à assurer une certaine cohérence de leur travail dans l’académie : journées de réflexion, des comités de pilotage annuels, ou la charte des Micro lycées. Toutefois, la localisation des micro lycées dans un lycée reste soumis à certaines contraintes, et le changement même de proviseur peut remettre en cause toute l’autonomie du micro établissement. 
Depuis 2010, l’objectif national a été de créer une structure par académie. Cet objectif a été davantage dynamisé par la loi du 8 juillet 2013 qui évoque alors « le droit au retour en formation initiale sous statut scolaire ». 
Créés donc en 2000 à la suite d’un travail collectif d’un groupe d’enseignants dans le collège de Sénart, les micro lycées se sont développés sur le territoire et dans de nombreuses académies, sous des formes diverses (taille et effectifs, internat, filières et diplômes), pour permettre à des jeunes déscolarisés volontaires de revenir à l’école.

## Présentation générale
Les structures de retour à l’école sont des dispositifs innovants et expérimentaux de l’Éducation nationale, qui s’inscrivent dans le cadre de la lutte contre la décrochage scolaire. Ils permettent à un public d’élèves décrocheurs, ayant quitté prématurément le système scolaire (phobie scolaire, dépression, situation familiale compliquée, etc), avant d’avoir obtenu un diplôme, de reprendre leurs études. Les micro lycées s’inscrivent dans le dispositif de retour à l’école proposé par le ministère. 
Cette structure est adaptée à la prise en charge d’élèves déscolarisés, sans solutions, souhaitant reprendre des études secondaires générales, technologiques ou professionnelles et obtenir le baccalauréat de leur choix, qui malgré un aménagement et un rythme spécifique, reste le même pour tous ceux qui partagent la filière. 
Ces structures sont rattachées à des établissements public local d’enseignement (EPLE), bénéficient des moyens des académies et des partenaires, notamment de la région. En revanche, les micro lycées sont des structures indépendantes, seulement installées dans un établissement secondaire « support ». 
Les conditions d’accès, les filières et les propositions pédagogiques peuvent varier d’un établissement à l’autre et d’une année sur l’autre mais comprennent certaines caractéristiques spécifiques : pédagogie particulière, bienveillance, effectif de classe et structure réduit, adulte référent personnel, décloisonnement des enseignements, conseil de classe collectif, participation collective à la vie dans l’établissement, activités scolaires et périscolaires pour une intégration et une ouverture culturelle des élèves, évaluation par compétences, autonomie administrative et pédagogique. 
Chaque micro lycée, en fonction de sa capacité, reçoit un nombre limité d’élève en situation de décrochage scolaire et propose un choix spécifique de filières diplômantes. Les conditions d’accès dans ces micro lycées sont donc dépendantes des établissements, malgré le cadre proposé de manière générale par cette structure. Ils établissent leurs caractéristiques d’admission propres et les critères de sélection dépendent généralement des parcours personnels de chaque élève.

## Aménagements spécifiques
Cette structure de retour à l’école est située à l’intérieur des lycées, donnant lieu à une proximité, des échanges pédagogiques mais ne pose pas le même cadre scolaire et montre une adaptation de la forme scolaire à son public, dont le retour à l’école n’est pas évident. L’enjeu, par les aménagements spécifiques, est de remettre le jeune au cœur de son parcours scolaire, qui doit trouver sens aux apprentissages. Les élèves des micro lycées suivent des cours dans toutes les disciplines nécessaires en fonction du baccalauréat préparé, mais les horaires, les espaces et les enseignements sont aménagés et adaptés aux besoins de chaque élève. 

### Du temps
Une organisation des activités et du temps scolaire cohérente sur la journée, la semaine et l’année est mise en place afin d’éviter toute fragmentation des enseignements. Ils proposent des temps de cours disciplinaires et des propositions pédagogiques innovantes, propres à chaque structure, ainsi que des temps collectifs de type vie de classe, conseil pour tous, qui permettent d’échanger sur le fonctionnement du groupe et d’expérimenter le « faire et vivre ensemble »[non neutre]. Des temps de suivi individuel type tutorat sont aussi mis en place. Il est également mis en avant un enseignement culturel et sportif, et il est proposé des ateliers transdisciplinaires[réf. souhaitée]. Cet enseignement fait partie intégrante du programme scolaire mais dépend des établissements et des moyens de ces derniers. Les emplois du temps et les formations sont quant à eux individualisés : temps d’inclusion de remédiation et d’approfondissement, temps en équipe[réf. souhaitée].

### Du travail
Les caractéristiques différentes de cette structure et des jeunes intégrant cette dernière donnent lieu à un travail spécifique notamment sur le jeune. L’enjeu est de travailler non seulement sur des disciplines scolaires mais aussi sur la socialisation et l’adaptation au milieu scolaire et sociale qui présentent des contraintes, même si modulées, et avec lesquelles les jeunes volontaires ont été en opposition. Le but est de faire retrouver le plaisir d’apprendre pour s’émanciper et s’intégrer.

## Implantation

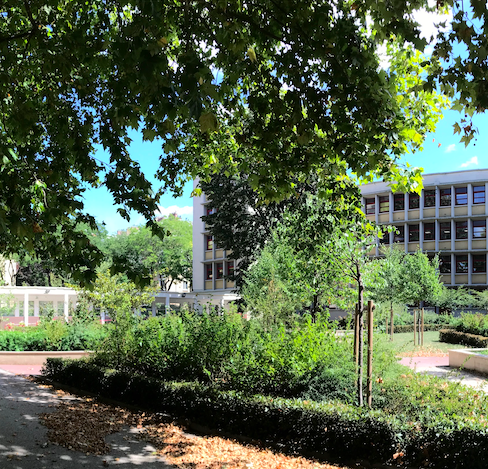
Cour d'honneur du lycée François Villon où se trouve le Microlycée de Paris.

Ce type de structure s’est progressivement développé, depuis les années 2000, sur le territoire. On[Qui ?] compte environ 20 micro lycées sur le territoire français[Quand ?], même si, sans être qualifié de « micro lycée », d’autres établissements dans différentes académies s’inscrivent dans cette optique de faire raccrocher les élèves. Cependant, certaines académies restent dépourvues de cette structure de retour à l’école.
Par exemple, le microlycée de Paris a été créée au lycée Lazare Ponticelli (Paris 13e) en 2013, et a déménagé au Lycée François Villon en 2017. Elle accueille en 2019 une cinquantaine d'élèves encadrés par 7 professeurs. A la rentrée 2019 la classe de première est soumise à la réforme du lycée. Les spécialités proposées en première sont au nombre de quatre: Maths, HLP (Humanités, lettres et philosophie), SES (Science économiques et sociales) et LLCE (Langue, littérature et culture étrangère en anglais). La classe de terminale prépare aux bac ES et L.

## Bilan
Les micro lycées correspondent à une structure dont la mise en œuvre et la réussite nécessitent de prendre en considération la particularité et la spécificité de chaque jeunes en reprise d’étude. Selon une enquête réalisée par Marie-Anne Hugon en 2003, l’action pédagogique doit répondre à plusieurs principes : être souple dans sa gestion du temps et de l’espace afin de faciliter l’ajustement des remédiations à la personne, tout en comprenant des moments collectifs d’activité ; proposer un enseignement culturel et porteur de sens ; travailler sur la loi et la place de chacun dans l’institution. C’est dans cette optique même que s’inscrivent les micro lycées. 

## Autres structures de retour à l’école

### Les écoles de la deuxième chance
Structure de retour à l’école qui permet à des jeunes volontaires, sortis du système scolaire sans diplôme ni qualification et âgés de moins de 26 ans, de reprendre leurs études dans le but de construire leur projet d’insertion sociale et professionnelle. La scolarité dans ces écoles dure de 6 mois à 2 ans suivant le niveau du jeune. 

### Les lycées de la nouvelle chance
Structure de retour à l'école permettant à des jeunes décrocheurs depuis au moins 6 mois, âgés de 17 à 26 ans suivant l’établissement, désirant  reprendre leur scolarité dans le but d’obtenir le baccalauréat. Il n'existe que 9 lycées[Quand ?] de ce type en France dont l’un à Villeurbanne (Rhône).

### Les EPIDE
Établissement accueillant des jeunes volontaires de 18 à moins de 26 ans sans qualification ni emploi, en situation de difficulté scolaire, pour une durée de 8 à 10 mois avec pour objectif d’assurer l’insertion sociale et professionnelle de ces jeunes.